# Départementalisme
Le départementalisme est la conception politique favorable à la création d'un département sur un territoire français qui n'en est pas encore un, ou au maintien de ce statut pour les départements où il est menacé par d'autres forces politiques. Il existe par exemple dans les quatre vieilles colonies avant la loi de départementalisation de 1946 ou dans les années 1960-1970 dans le jeune département de La Réunion quand le Parti communiste réunionnais milite pour une autonomie que l'on craint de voir se transformer en indépendance.

## Annexe